# Friederich Franzl
Friederich Franzl (Viena, 6 de março de 1905 — Viena, 18 de agosto de 1989) foi um futebolista austríaco. Ele competiu na Copa do Mundo FIFA de 1934, sediada na Itália, na qual a seleção de seu país terminou na quarta colocação dentre os 16 participantes.